# Henryk Wujec

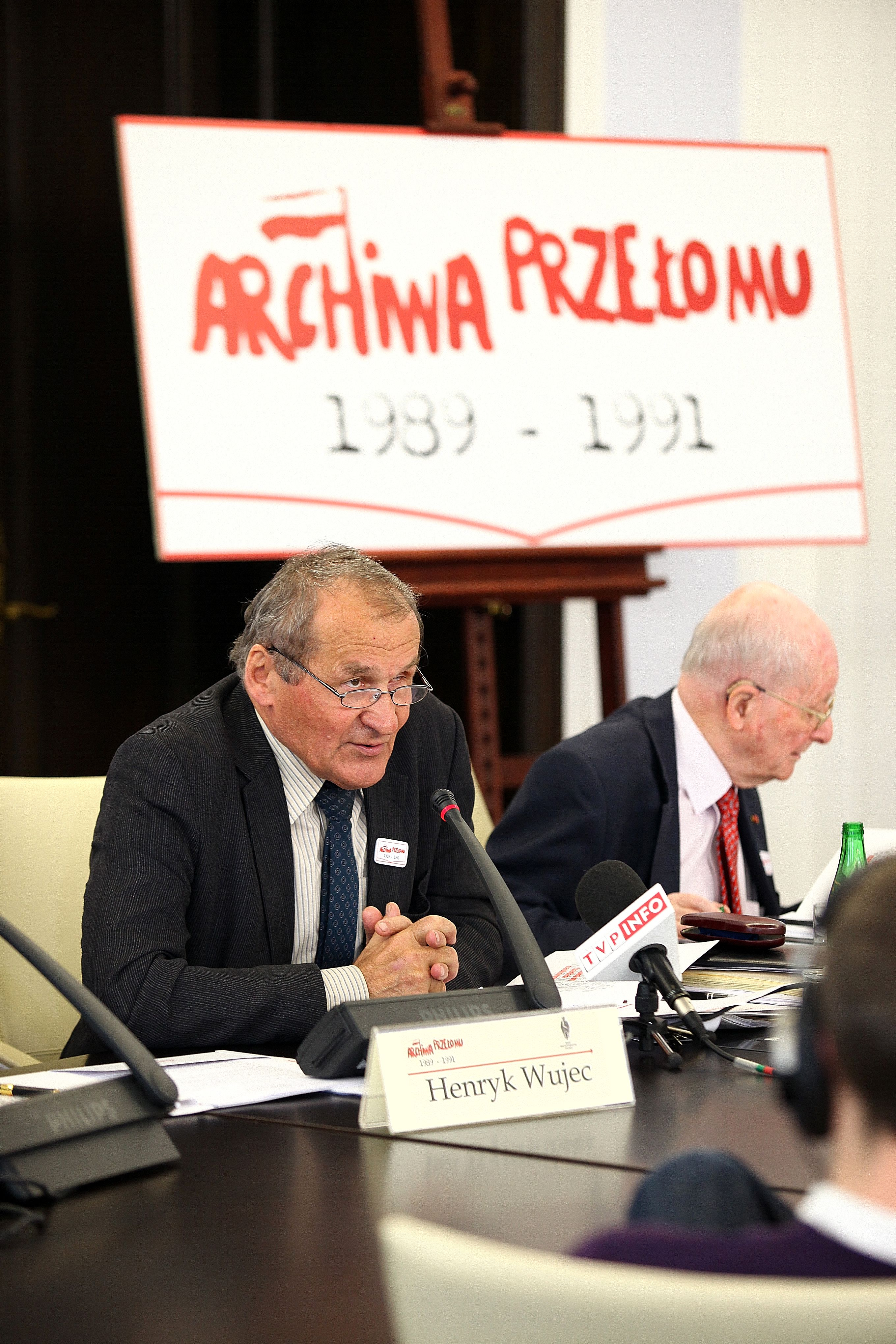
Henryk Wujec podczas konferencji „Archiwa przełomu 1989–1991” w Senacie RP (2011)

Henryk Wujec (ur. 25 grudnia 1940 w Podlesiu, zm. 15 sierpnia 2020 w Warszawie) – polski fizyk, polityk i działacz społeczny.
Działacz opozycji demokratycznej w okresie Polskiej Rzeczypospolitej Ludowej, organizator akcji pomocy represjonowanym uczestnikom wydarzeń czerwcowych w 1976, członek Komitetu Samoobrony Społecznej „KOR”, członek władz Niezależnego Samorządnego Związku Zawodowego „Solidarność” Regionu Mazowsze oraz członek Komisji Krajowej NSZZ „Solidarność”, więzień polityczny, członek Komitetu Obywatelskiego, uczestnik obrad Okrągłego Stołu, sekretarz Obywatelskiego Klubu Parlamentarnego. Poseł na Sejm X, I, II i III kadencji, w latach 1999–2000 sekretarz stanu w Ministerstwie Rolnictwa i Rozwoju Wsi, w latach 2010–2015 doradca prezydenta RP Bronisława Komorowskiego ds. społecznych. Pośmiertnie odznaczony Orderem Orła Białego.

## Życiorys

### II wojna światowa
Był synem Józefa i Stanisławy. Urodził się w rodzinie chłopskiej. W czasie niemieckiej okupacji, mając niecałe trzy lata, padł ofiarą wysiedlenia rodzinnej wsi i poprzez obóz przesiedleńczy w Zwierzyńcu trafił do obozu koncentracyjnego na Majdanku. Po kilku miesiącach został ukryty w koszu i wyniesiony przez zakonnicę, która przychodziła do więźniów.

### Wykształcenie i działalność w latach 60.
Ukończył liceum ogólnokształcące w Biłgoraju. Początkowo studiował fizykę na Uniwersytecie Marii Curie-Skłodowskiej w Lublinie. Po pierwszym roku studiów przeniósł się w 1962 na Uniwersytet Warszawski na ten sam kierunek. W tym samym roku został członkiem Klubu Inteligencji Katolickiej w Warszawie. W czasie studiów był członkiem rady wydziałowej Zrzeszenia Studentów Polskich. W tym okresie podczas organizowanych na UW spotkań Politycznego Klubu Dyskusyjnego poznał jego organizatorów: Jacka Kuronia i Karola Modzelewskiego. W marcu 1968 uczestniczył w strajku studenckim. W 1968 uzyskał absolutorium i rozpoczął pracę w fabryce półprzewodników Tewa (od 1975 pod nazwą Uni-Cemi).

### Lata 1970–1980
W 1970 obronił na Wydziale Fizyki Uniwersytetu Warszawskiego pracę magisterską, a w 1977 ukończył studia podyplomowe z zakresu technologii elektronowej na Politechnice Warszawskiej. Od 1975 był w macierzystym zakładzie kierownikiem Laboratorium Badań Niezawodności.
W 1970 zawarł związek małżeński z Ludwiką Okrent, z którą w kolejnych latach wspólnie uczestniczył w działalności opozycyjnej. W latach 1972–1974 był członkiem Sekcji Kultury Klubu Inteligencji Katolickiej w Warszawie. W roku akademickim 1974/1975 uczestniczył w niezależnym seminarium historycznym, w którym udział brali także m.in. późniejsi działacze opozycji z kręgu komandosów, Gromady Włóczęgów i Sekcji Kultury KIK-u. W grudniu 1975 podpisał jeden z listów przeciwko zmianom w Konstytucji PRL. W lipcu 1976 zaangażował się w organizację pomocy dla robotników z Ursusa represjonowanych za udział w wydarzeniach z czerwca tego samego roku; m.in. obserwował proces uczestników manifestacji odbywający się w Warszawie, a w sierpniu 1976 razem z Wojciechem Onyszkiewiczem napisał jeden z pierwszych raportów opisujących represje. W tym samym miesiącu organizował grupę udzielającą pomocy w samym Ursusie, do której wciągnął kilku młodszych działaczy warszawskiego KIK-u oraz Krzysztofa Hagemejera. Ponadto poszukiwał poszkodowanych, nawiązywał z nimi kontakty, rozdzielał pomoc pieniężną, zbieraną m.in. przez Jerzego Markuszewskiego i Wiktora Woroszylskiego. Był sygnatariuszem listu działaczy KIK-u z 25 sierpnia 1976 w sprawie uwolnienia więzionych uczestników protestów. Od września 1976 razem z Wojciechem Onyszkiewiczem kierował działaniami ursuskiej grupy pomocy (największa aktywność utrzymywała się do grudnia tegoż roku), pomagał też Dariuszowi Kupieckiemu w prowadzeniu kartoteki akcji pomocy. Wprowadził do środowiska osób pomagających Zofię i Zbigniewa Romaszewskich (pomagali oni poszkodowanym w Radomiu).
Był współpracownikiem Komitetu Obrony Robotników, organizował w Ursusie spotkania samokształceniowe dla robotników, należał do osób, które w 1977 podjęły prace koncepcyjne nad niezależnym pismem dla tej grupy społecznej. W maju 1977 uczestniczył w głodówce w kościele św. Marcina w Warszawie. Latem 1977 zaangażował się w wydawanie pisma „Robotnik”. Odpowiadał także razem z Dariuszem Kupieckim za jego kolportaż. W mieszkaniu Henryka i Ludwiki Wujców spotykała się zarówno redakcja tego pisma, jak i redakcja „Biuletynu Informacyjnego „KOR”” (członek redakcji tego ostatniego pisma Joanna Szczęsna wynajmowała w tym mieszkaniu pokój). We wrześniu 1977 odbyło się tam zebranie poświęcone utworzeniu pisma „Głos”.
24 października 1977 został członkiem Komitetu Samoobrony Społecznej „KOR”, od 1978 był członkiem Rady Funduszu Samoobrony Społecznej. Za działalność w tej organizacji w 1978 został zwolniony z pracy, następnie został zatrudniony w Polskim Komitecie Normalizacji Miar i Jakości. Pozostawał aktywnym członkiem redakcji pisma „Robotnik”. Do marca 1978 był członkiem kolegium redakcyjnego „Głosu”. Następnie po konflikcie wewnątrz redakcji pozostał formalnie współpracownikiem pisma, jednak była to relacja coraz luźniejsza. W 1978 opowiedział się przeciwko powołaniu przez Krzysztofa Wyszkowskiego Wolnych Związków Zawodowych, uważając inicjatywę za przedwczesną i niemającą dostatecznego poparcia w zakładach pracy. Uczestniczył jednak w kontaktach KSS „KOR” zarówno z Wolnymi Związkami Wybrzeża, jak i z Wolnymi Związkami Zawodowymi organizowanymi na Śląsku przez Kazimierza Świtonia. Wspierał także niezależne środowiska robotników w Gryfinie i Szczecinie oraz rolników skupionych wokół Janusza Rożka. W pierwszej połowie 1979 był uczestnikiem prac redakcyjnych nad deklaracją programową niezależnego ruchu społecznego – Kartą Praw Robotniczych, w której postulowano stworzenie niezależnych związków zawodowych i prawo do strajku, formułowano też liczne postulaty socjalne. Był sygnatariuszem tego dokumentu, następnie brał udział w zbieraniu pod nim podpisów w całej Polsce. Od listopada 1979 był członkiem nowo powołanej komisji redakcyjnej „Komunikatu KSS „KOR””, która w praktyce stanowiła robocze prezydium KSS „KOR”. Wraz z redakcją „Robotnika” poszukiwał wiosną 1980 metod tworzenia niejawnych grup Wolnych Związków Zawodowych w zakładach pracy. Od tego samego okresu utrzymywał kontakt z robotnikami Ursusa – Zbigniewem Bujakiem i Zbigniewem Janasem. W lipcu 1980 zaangażował się w zbieranie informacji o strajkach, które rozpoczęły się równocześnie w różnych miastach Polski, pojechał też nawiązać kontakt ze strajkującymi w Lublinie. 21 sierpnia 1980 został członkiem Robotniczego Komitetu Solidarności ze Strajkującymi Robotnikami Wybrzeża powołanego w Ursusie.
Za działalność opozycyjną był wielokrotnie zatrzymywany na 48 godzin. Był jedną z osób pobitych przez bojówkę zorganizowaną spośród członków SZSP w związku z planowanym 21 marca 1979 w mieszkaniu Jacka Kuronia wykładem Towarzystwa Kursów Naukowych. 14 grudnia 1979 został wraz z innymi działaczami opozycji aresztowany na trzy miesiące za czyn z art. 276 § 1 kodeksu karnego, tj. za udział w związku mającym na celu przestępstwo, ale ostatecznie zwolniono go 19 grudnia 1979. Kolejny raz zatrzymano go w sierpniu 1980, a 30 sierpnia 1980 został aresztowany na 3 miesiące; zwolniono go po podpisaniu 31 sierpnia 1980 porozumień sierpniowych w Gdańsku.

### Lata 1980–1989
Razem ze Zbigniewem Bujakiem był inicjatorem zebrania organizacyjnego przyszłego Niezależnego Samorządnego Związku Zawodowego „Solidarność” Regionu Mazowsze, które odbyło się w Ursusie 4 września 1980. Następnie organizował szkolenia dla działaczy związkowych, uczestniczył też w zebraniach założycielskich organizacji związkowych w całym województwie. Razem z żoną prowadził w swoim mieszkaniu punkt informacyjny o tworzącym się ruchu związkowym. W grudniu 1980 został członkiem stałego zespołu roboczego (prezydium) Międzyzakładowego Komitetu Założycielskiego NSZZ „Solidarność” Regionu Mazowsze, początkowo był jego sekretarzem. Od tego samego miesiąca organizował w Warszawie Wszechnicę Robotniczą, kierował nią przez cały okres jej istnienia, tj. do ogłoszenia stanu wojennego. W czerwcu 1981 na I Walnym Zjeździe Delegatów NSZZ „S” Regionu Mazowsze został członkiem zarządu regionu, następnie wszedł także w skład prezydium tego gremium. W ramach zarządu odpowiadał za szkolenie związkowe, Wszechnicę Robotniczą, bibliotekę wydawnictw niezależnych oraz punkt konsultacyjno-informacyjny samorządu pracowniczego. W praktyce wobec wejścia do zarządu osób niechętnych tradycji KOR-owskiej jego pozycja w regionie uległa jednak zmniejszeniu. Mimo zaangażowania w „Solidarność” sprzeciwiał się rozwiązaniu KSS „KOR”. Z ramienia Regionu Mazowsze związku odpowiadał za organizację w sierpniu 1981 spotkania poświęconego proponowanej przez Jacka Kuronia koncepcji klubów samorządowych. Był delegatem na odbywający się we wrześniu i październiku 1981 I Krajowy Zjazd Delegatów NSZZ „Solidarność” w Gdańsku, podczas zjazdu odpowiadał za redakcję projektów uchwał, był członkiem zespołu komisji programowej zjazdu odpowiadającego za informację, szkolenie i prace opiniodawczo-doradcze. Na I KZD został wybrany do Komisji Krajowej związku. W październiku 1981, w związku z krytyką kierowaną m.in. przez Pawła Niezgodzkiego i Tadeusza Matuszyka, podał się dymisji z funkcji członka prezydium zarządu regionu, ale 17 października 1981 ponownie wybrano go w skład tego gremium. Zachował poprzednie kompetencje, powierzono mu dodatkowo organizację biura zarządu. Jesienią 1981 brał udział w powstaniu Klubów Rzeczypospolitej Samorządnej „Wolność-Sprawiedliwość-Niepodległość”, był sygnatariuszem deklaracji założycielskiej klubów ogłoszonej 22 listopada 1981, razem z Januszem Onyszkiewiczem odpowiadał za przyjmowanie nowych członków. W kadencji 1980–1981 był członkiem zarządu warszawskiego KIK-u.
13 grudnia 1981 został internowany, przebywał w Areszcie Śledczym w Warszawie-Białołęce. 3 września 1982 został aresztowany i przewieziony do więzienia mokotowskiego. Przedstawiono mu zarzut popełnienia czynu z art. 123 kodeksu karnego i art. 128 kodeksu karnego, tj. podjęcia działań w celu obalenia przemocą ustroju PRL (był to czyn zagrożony karą od 5 lat pozbawienia wolności do kary śmierci). Zarzutem objęto jego aktywność społeczną od września 1977. Został osadzony w więzieniu mokotowskim wraz z innymi aresztowanymi członkami KSS „KOR” Jackiem Kuroniem, Adamem Michnikiem, Janem Lityńskim i Zbigniewem Romaszewskim. 11 stycznia 1983 przedstawiony zarzut zmieniono na zarzut przygotowań do czynu opisanego w art. 123 kodeksu karnego, za co groziła kara od 1 roku do 10 lat pozbawienia wolności. Jego obrońcą został Andrzej Grabiński. Na ujawnione plany władz państwowych, aby uwięzionych zmusić do emigracji, w listopadzie 1983 w ramach protestu zareagował listem otwartym skierowanym do Jerzego Urbana. Należał do tzw. jedenastki, grupy czterech przywódców Komitetu Obrony Robotników i siedmiu przywódców „Solidarności”, w stanie wojennym internowanych, następnie uwięzionych i nieobjętych amnestią z 22 lipca 1983, a co do których władze PRL toczyły nieudane tajne negocjacje z udziałem hierarchów Kościoła katolickiego, aby zwolnić ich bez procesu. Ostatecznie jego proces (razem z Jackiem Kuroniem, Adamem Michnikiem i Zbigniewem Romaszewskim) rozpoczął się 13 lipca 1984, a po drugim dniu rozprawy (18 lipca 1984) bezterminowo odroczony. Henryk Wujec został zwolniony na mocy amnestii 13 sierpnia 1984.
Po zwolnieniu znalazł zatrudnienie w Centralnym Ośrodku Badawczym Normalizacji. Od tegoż roku współpracował z Regionalną Komisją Wykonawczą NSZZ „Solidarność” Region Mazowsze, odpowiadał za kontakty RKW ze związkowcami działającymi w legalnych strukturach samorządowych w przedsiębiorstwach oraz za kontakt z doradcami związku. Współpracował z „Tygodnikiem Mazowsze”, w kontaktach z innymi regionami „Solidarności” i w przekazywaniu im matryc do druku. 1 maja 1985 został zatrzymany podczas niezależnej demonstracji pierwszomajowej i skazany na karę trzech miesięcy aresztu. We wrześniu 1985 był jednym z sygnatariuszy apelu w sprawie bojkotu wyborów do Sejmu PRL.
W 1986 został ukarany karą trzech miesięcy aresztu za udział w demonstracji w obronie więźniów politycznych. 1 czerwca 1986 w czasie odbywania tej kary został aresztowany pod zarzutem udziału w tajnym związku, a następnie zwolniony na mocy amnestii 12 września 1986. W tym samym miesiącu wziął udział w spotkaniach działaczy „Solidarności” z Lechem Wałęsą, na których dyskutowano jawne formy działania związku. Również w 1986 został członkiem jawnej RKW Mazowsze. W czerwcu 1987 podpisał deklarację Kręgu Przyjaciół Solidarności Polsko-Czesko-Słowackiej.
W styczniu 1988 został członkiem Biura Krajowego NSZZ „Solidarność” działającego przy Krajowej Komisji Wykonawczej. Jesienią 1988 znalazł się na liście osób niepożądanych przez władze PRL przy planowanym Okrągłym Stole. W grudniu 1988 został członkiem Komitetu Obywatelskiego przy przewodniczącym NSZZ „Solidarność” Lechu Wałęsie. 30 grudnia 1988 podpisał list do rzecznika praw obywatelskich z apelem o przeprowadzenie wolnych wyborów do Sejmu PRL. W 1989 brał udział w obradach Okrągłego Stołu w zespole ds. pluralizmu związkowego. Należał do tych działaczy opozycji, którzy uważali, że w tzw. okresie przejściowym konieczne jest wywalczenie pluralizmu związkowego i wolności stowarzyszeń, natomiast doprowadzenie do pluralizmu politycznego, a więc legalnego działania różnych partii politycznych, zajmie dłuższy okres – aż do w pełni wolnych wyborów parlamentarnych. Wprowadzenie do Sejmu reprezentacji opozycji miało być według nich pierwszym krokiem w kierunku pełnej demokracji.
W lutym 1989 zrezygnował z kandydowania do władz Regionu Mazowsze związku. Opowiadał się za udziałem NSZZ „Solidarność” w wyborach parlamentarnych w 1989 jako głównej siły stojącej za listą wyborczą. Po powierzeniu przez władze „Solidarności” prowadzenia kampanii wyborczej Komitetowi Obywatelskiemu został członkiem zespołu KO do spraw organizacyjnych. Razem z Andrzejem Wielowieyskim ułożył na podstawie zgłoszeń KO oraz komitetów regionalnych listę kandydatów do obu izb parlamentu w poszczególnych okręgach, która stała się punktem wyjścia do wyznaczenia ostatecznej listy zaakceptowanej przez Komitet Obywatelski. W wyborach parlamentarnych w czerwcu 1989 sam zdobył mandat nr 417 dla kandydata bezpartyjneego w okręgu nr 106 (Zamość), uzyskując 172 500 głosów (79,5% głosów ważnych). Bezpośrednio po wyborach opowiadał się za utrzymaniem regionalnych komitetów obywatelskich, które miałyby przygotować się do przyszłej działalności w samorządzie terytorialnym oraz animować działalność lokalną niezależną od działalności ściśle związkowej. Od czerwca 1989 był członkiem KKW NSZZ „Solidarność”, na jej forum opowiadał się przeciwko uchwale z 17 czerwca 1989 w przedmiocie rozwiązania tych komitetów. W lipcu 1989 został sekretarzem Obywatelskiego Klubu Parlamentarnego. W Sejmie kontraktowym był członkiem Komisji Polityki Gospodarczej, Budżetu i Finansów oraz Komisji Polityki Społecznej
Był zwolennikiem jednolitości OKP jako reprezentacji komitetów obywatelskich działającej pod patronatem Lecha Wałęsy i kierującej się etosem „Solidarności”. Koncepcja ta była w opozycji do zgłaszanego przez część posłów pomysłu OKP jako federacji kół poselskich o różnej orientacji politycznej. 19 lipca 1989 nie uczestniczył w głosowaniu nad kandydaturą Wojciecha Jaruzelskiego na urząd prezydenta PRL. Popierał ideę szerokiej koalicji obejmującej poza Zjednoczonym Stronnictwem Ludowym i Stronnictwem Demokratycznym także część posłów Polskiej Zjednoczonej Partii Robotniczej. Sprzeciwiał się natomiast kandydaturze Czesława Kiszczaka na premiera W grudniu 1989 został prezesem zarządu Fundacji Obywatelskiej, której celem było wspieranie ruchu komitetowego. W tym samym miesiącu opowiadał się na forum OKP za rozważeniem przyspieszonych wyborów parlamentarnych lub wyborów samorządowych.

### III Rzeczpospolita

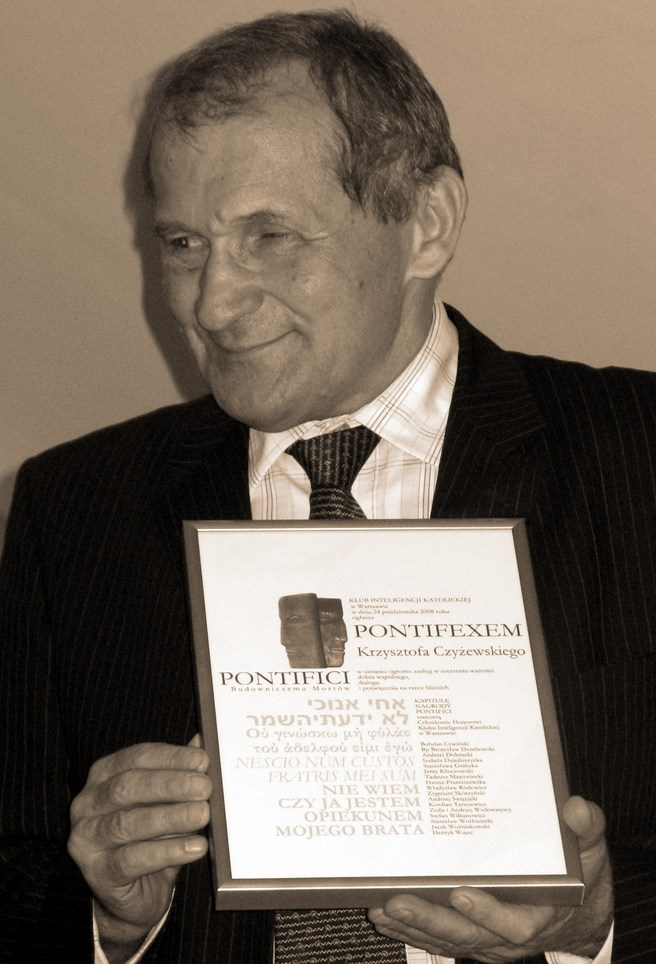
Henryk Wujec w 2008

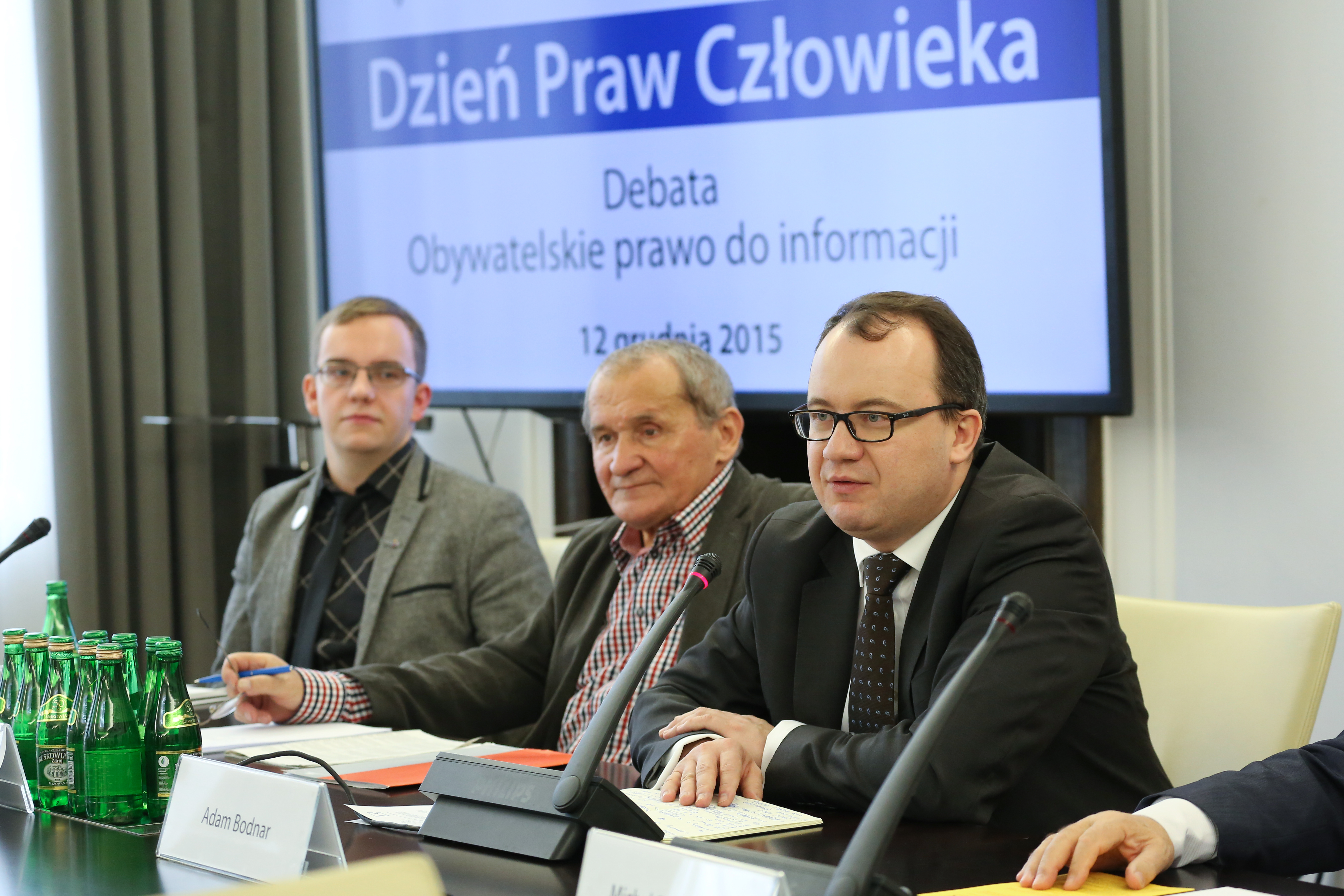
Henryk Wujec i Adam Bodnar podczas Dnia Praw Człowieka w Senacie RP (2015)

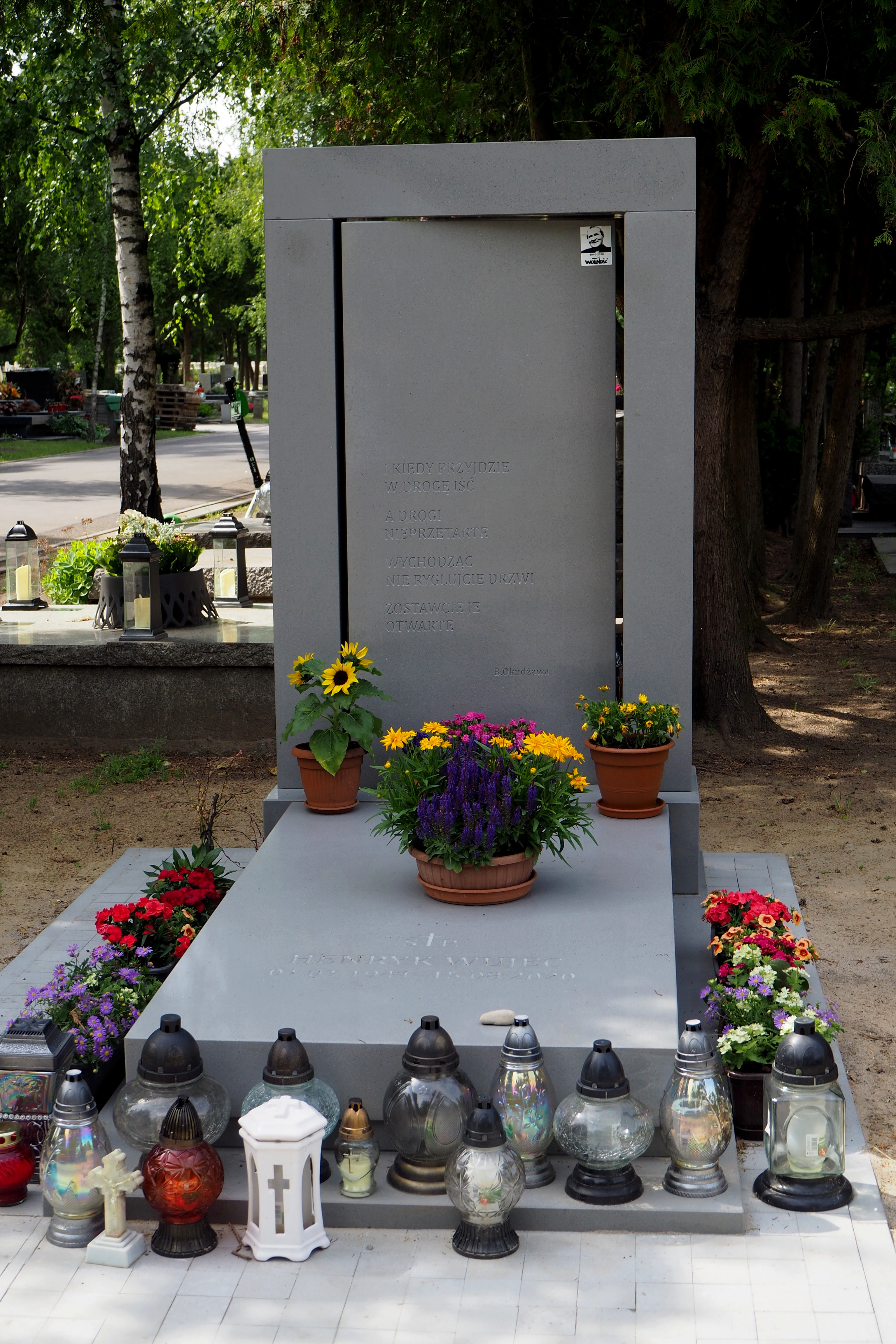
Grób Henryka Wujca na cmentarzu Wojskowym na Powązkach w Warszawie

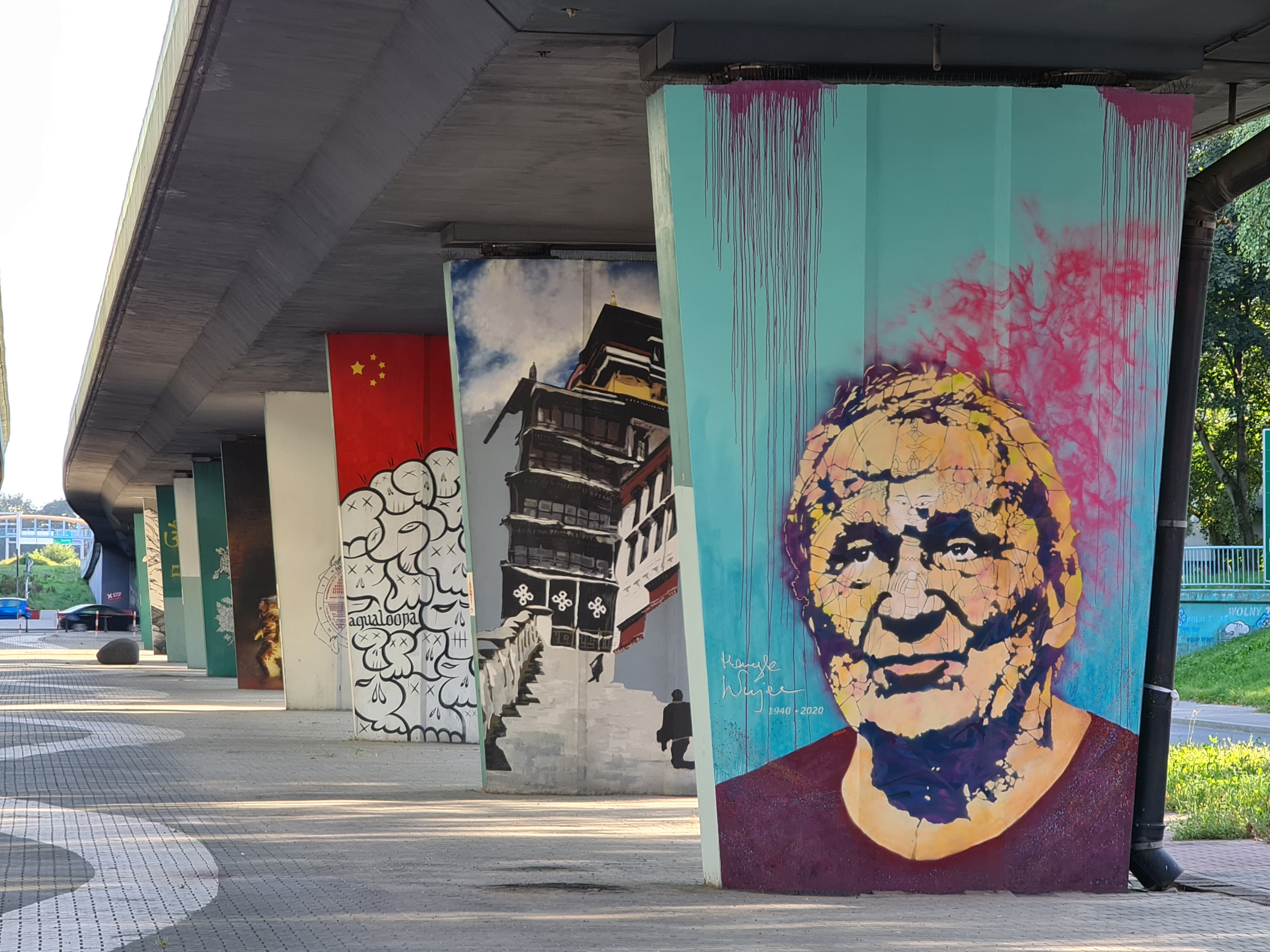
Mural poświęcony Henrykowi Wujcowi w Galerii Tybetańskiej w Warszawie

W lutym 1990, po powołaniu przez Lecha Wałęsę Zdzisława Najdera na przewodniczącego Komitetu Obywatelskiego, pozostał jego sekretarzem. Lech Wałęsa odwołał go z tej funkcji 1 czerwca 1990, motywując to koniecznością znalezienia dla organizacji szerszej politycznej formuły. Było to preludium tzw. wojny na górze. Henryk Wujec zakwestionował prawo Lecha Wałęsy do podjęcia takiej decyzji, wskazując, że przysługuje ono całemu KO, na co otrzymał faksem odpowiedź o treści Czuj się odwołany. W głosowaniu decyzję tę potwierdził 24 czerwca 1990 sam Komitet Obywatelski, który następnie 23 września 1990 udzielił Henrykowi Wujcowi absolutorium.
Wiosną 1990 zaangażował się w organizację nieformalnego początkowo ruchu poparcia rządu Tadeusza Mazowieckiego. W czerwcu tego samego roku uczestniczył w zebraniu założycielskim Sojuszu na Rzecz Demokracji (inicjatywa nie rozwinęła dalszej działalności), był sygnatariuszem deklaracji poparcia dla premiera, w której wyrażono także obawy z powodu zagrożeń dla demokracji w Polsce. Należał do grupy członków KO, którzy w czerwcu 1990 postulowali jego rozwiązanie, sprzeciwiając się wykorzystaniu struktur komitetu dla wsparcia Lecha Wałęsy i koncepcji tzw. przyspieszenia. W lipcu 1990 wstąpił do Ruchu Obywatelskiego Akcja Demokratyczna, był sygnatariuszem jego deklaracji założycielskiej, następnie został członkiem koła ROAD w ramach Obywatelskiego Klubu Parlamentarnego. Od września 1990 był członkiem zespołu organizacyjnego ROAD, stanowiącego tymczasowe prezydium ruchu. W grudniu 1990 wszedł w skład Krajowego Komitetu Założycielskiego Unii Demokratycznej, gdzie reprezentował równocześnie ROAD. Od stycznia 1991 do końca kadencji należał do nowo założonego Klubu Parlamentarnego Unia Demokratyczna, jednak nie pełnił w nim żadnej funkcji. W styczniu 1991 został członkiem rady naczelnej ROAD, a w lutym 1991 członkiem komisji wykonawczej ROAD, jednak organizacja ta podjęła już wówczas decyzję o zjednoczeniu z powstałą w tym okresie Unią Demokratyczną. W maju 1991 został członkiem UD, wszedł w skład jej rady, odmówił natomiast przyłączenia się do partyjnej frakcji, którą zamierzała stworzyć Zofia Kuratowska.
Przed wyborami parlamentarnymi w 1991 został członkiem komitetu wyborczego UD. Znalazł się na wyborczej liście krajowej UD (na 13. miejscu), mandat posła I kadencji zdobył jednak w okręgu nr 27 (Chełm-Zamość), otrzymując 9939 głosów (4,8% głosów; cała lista uzyskała 6,9% głosów w tym okręgu). Został sekretarzem Klubu Parlamentarnego Unia Demokratyczna, zasiadał w Komisji Rolnictwa i Gospodarki Żywnościowej. W toku dyskusji sejmowej był przeciwnikiem uchwały lustracyjnej, wstrzymał się w głosowaniu nad ustawą z 7 stycznia 1993 o planowaniu rodziny, ochronie płodu ludzkiego i warunkach dopuszczalności przerywania ciąży. W kwietniu 1993 wszedł w skład powołanego przez prezydium UD stałego forum konsultacji z rządem oraz został wybrany do stuosobowej rady Unii Demokratycznej.
W 1992 został jednym z założycieli Towarzystwa Ubezpieczeń Wzajemnych „TUW”, w latach 1992–1997 był przewodniczącym jego rady nadzorczej. Przed wyborami parlamentarnymi w 1993 ponownie znalazł się na wyborczej liście krajowej UD (na 7. miejscu), w wyborach uzyskał z niej mandat posła. Startował wówczas w okręgu nr 51 (Zamość), zdobywając 5204 głosy (2,8% głosów; cała lista uzyskała 4,2% głosów w tym okręgu i nie uzyskała mandatu). Ponownie został sekretarzem Klubu Parlamentarnego Unia Demokratyczna, w Sejmie II kadencji zasiadał w Komisji Rolnictwa i Gospodarki Żywnościowej. Na zjeździe zjednoczeniowym UD i Kongresu Liberalno-Demokratycznego w kwietniu 1994 został członkiem rady krajowej nowo powołanej Unii Wolności, uzyskując 467 głosów.
W wyborach w 1997 ponownie uzyskał mandat z listy krajowej (bezskutecznie kandydował w okręgu nr 7 (Chełm). W III kadencji pracował w Komisji Finansów Publicznych (do maja 1999 i od lipca 2000), Komisji Rolnictwa i Rozwoju Wsi (do maja 1999 i od lipca 2000, w okresie od marca 1998 jako zastępca przewodniczącego komisji). Należał też do Parlamentarnego Zespołu na rzecz Tybetu, był wiceprzewodniczącym Grupy Parlamentarnej Polsko-Ukraińskiej. Od 1997 pełnił także funkcję wiceprzewodniczącego Klubu Parlamentarnego Unii Wolności. Od października 1999 do czerwca 2000 zajmował stanowisko sekretarza stanu w Ministerstwie Rolnictwa i Rozwoju Wsi w rządzie Jerzego Buzka (odszedł, gdy UW opuściła koalicję rządową z Akcją Wyborczą Solidarność). W grudniu 2000 należał do tych polityków UW, którzy starali się mediować w wewnątrzpartyjnym konflikcie pomiędzy środowiskami skupionymi wokół Bronisława Geremka i Donalda Tuska.
Od 2000 był przewodniczącym Forum Polsko-Ukraińskiego. W wyborach w 2001 bez powodzenia ubiegał się o poselską reelekcję w nowo utworzonym okręgu nr 7 (Chełm), uzyskując 2010 głosów. W 2002 został zatrudniony w Towarzystwie Inwestycji Społeczno-Ekonomicznych. W 2002 zasiadł w radzie konsultacyjnej Centrum Monitoringu Wolności Prasy Stowarzyszenia Dziennikarzy Polskich. Od 2004 realizował w Fundacji dla Polski Program Rozwoju Produktów Regionalnych, był współzałożycielem (2004), przewodniczącym rady (od 2004) i prezesem (2009–2011) Polskiej Izby Produktu Regionalnego i Lokalnego.
W 2005 został członkiem powstałej z przekształcenia UW Partii Demokratycznej – demokraci.pl, wystąpił z niej w 2006 ze względu na planowany udział tej PD w koalicji z postkomunistami (jako koalicja Lewica i Demokraci). W tym samym roku przeszedł na emeryturę. Sprawował opiekę merytoryczną nad powstałym w Muzeum Historycznym m.st. Warszawy zespołem gromadzącym relacje działaczy komisji zakładowych Regionu Mazowsze w latach 1980–1982. Był przewodniczącym Stałej Komisji Ekonomii Społecznej. W 2009 został zastępcą przewodniczącego zespołu do spraw rozwiązań systemowych w zakresie ekonomii społecznej powołanego przez premiera Donalda Tuska.
Został członkiem komitetu poparcia Bronisława Komorowskiego przed przyspieszonymi wyborami prezydenckimi w 2010. 12 października 2010 objął funkcję doradcy prezydenta RP Bronisława Komorowskiego ds. społecznych, którą pełnił do 5 sierpnia 2015. W latach 2010–2020 był członkiem Rady Społecznej w Warszawie przy rzeczniku praw obywatelskich.
W 2012 został powołany w skład Międzynarodowej Rady Oświęcimskiej (był jej wiceprzewodniczącym), a w 2013 w skład Rady Fundacji Auschwitz-Birkenau. W 2014 należał do współzałożycieli Komitetu Obywatelskiego Solidarności z Ukrainą (KOSzU). W 2016 był kandydatem posłów Nowoczesnej i Polskiego Stronnictwa Ludowego do Kolegium Instytutu Pamięci Narodowej, ale nie uzyskał poparcia większości sejmowej.

## Życie prywatne
Miał brata Stanisława. Z małżeństwa z Ludwiką Wujec miał syna Pawła, który pracował jako dziennikarz w „Gazecie Wyborczej”, później przeszedł do pracy w Agorze.
Zmarł 15 sierpnia 2020. Uroczystości pogrzebowe odbyły się 24 sierpnia tego samego roku. Po mszy pogrzebowej w Świątyni Opatrzności Bożej Henryk Wujec został pochowany w Alei Zasłużonych cmentarza Wojskowego na Powązkach w Warszawie (kwatera A2/Al. Zasłużonych/12).

## Odznaczenia, wyróżnienia i upamiętnienie

### Ordery i odznaczenia
- Order Orła Białego (2020, pośmiertnie) – nadany przez prezydenta RP Andrzeja Dudę (w uznaniu znamienitych zasług dla Rzeczypospolitej Polskiej, za wybitne zasługi w działalności państwowej i publicznej)[187][188]
- Krzyż Komandorski z Gwiazdą Orderu Odrodzenia Polski (2006) – nadany przez prezydenta RP Lecha Kaczyńskiego[189].
- Krzyż Kawalerski Orderu Odrodzenia Polski (2004) – nadany przez prezydenta RP Aleksandra Kwaśniewskiego[190]
- Odznaka Honorowa za Zasługi dla Samorządu Terytorialnego (2015)[191]

### Nagrody i wyróżnienia
- Nagroda im. Andrzeja Bączkowskiego (2006)[153]
- Honorowe obywatelstwo Biłgoraja (2009)[192]
- Diament Wolności przyznawany przez Stowarzyszenie Przedsiębiorców i Kupców Świdnickich (2013)[193]
- Nagroda im. Prof. Zbigniewa Hołdy (2016, z Ludwiką Wujec)[194]
- członkostwo honorowe Towarzystwa Ubezpieczeń Wzajemnych „TUW”[195]
- członkostwo honorowe Klubu Inteligencji Katolickiej w Warszawie[196]

### Upamiętnienie
15 sierpnia 2021 w pierwszą rocznicę śmierci Henryka Wujca w Galerii Tybetańskiej przy rondzie Tybetu w Warszawie odsłonięto poświęcony jego pamięci mural autorstwa Dariusza Paczkowskiego. W 2024 jego imię nadano jednej z sal w kompleksie budynków Sejmu RP.